# Cinquième Bureau
Cinquième Bureau (titre original : International Lady) est un film américain réalisé par Tim Whelan et sorti en 1941.

## Synopsis
Pendant la Seconde Guerre mondiale, un agent secret américain en Grande-Bretagne et son homologue de Scotland Yard soupçonnent la belle chanteuse Carla Nillson d'espionnage. Alors qu'ils démêlent intelligemment sa technique de chant en code à la radio, ils la suivent de Londres à Lisbonne jusqu'à New York où ils réussissent à la lier à un riche fabricant de bonbons qui est, en réalité, le cerveau de toute l'opération.

## Fiche technique
- Titre original : International Lady
- Réalisation : Tim Whelan
- Costumes : Irene Saltern
- Durée : 102 minutes
- Producteur : Edward Small
- Musique : Lucien Moraweck
- Dates de sortie :
  - États-Unis : 16 octobre 1941
  - France : 16 avril 1947

## Distribution
- George Brent : Tim Hanley
- Ilona Massey : Carla Nillson
- Basil Rathbone : Reggie Oliver
- Gene Lockhart : Sidney Grenner
- George Zucco : Webster
- Francis Pierlot : Dr. Rowan
- Martin Kosleck : Bruner
- Charles D. Brown : Tetlow
- Marjorie Gateson : Bertha Grenner
- Leyland Hodgson : sergent Moulton
- Clayton Moore : Sewell
- Gordon De Main : Denby
- Frederick Worlock : Sir Henry
- Jack Mulhall : Desk Clerk
- Ralph Dunn : Don